# Isidro Fernández Álvarez
Isidro Fernández Álvarez (Santa Cruz del Sil, 15 de maig de 1960) és un exfutbolista lleonès, que ocupava la posició de porter.

## Trajectòria
Va destacar a les files de l'Sporting de Gijón. Amb l'equip asturià hi va participar en tres campanyes de primera divisió, en les quals va ser suplent de porters com Ablanedo. En total, hi va sumar 10 partits a la màxima categoria, dels quals 8 van ser a la temporada 89/90.
Després de penjar les botes, ha seguit vinculat al món del futbol dins de les categories inferiors de l'Sporting de Gijón, com a entrenador de porters.